# 민동량 효자각
민동량 효자각(閔東亮 孝子閣)은 충청북도 음성군 금왕읍에 있다. 2016년 12월 26일 음성군의 향토문화유적 제28호로 지정되었다.

## 개요
민동량 효자각(閔東亮孝子閣)은 민동량의 효를 기리기 위하여, 1900년대 초에 건립된 것으로 정려각이다. 효자각은 정면 1칸, 측면 1칸의 홑처마 맞배지붕의 목조기와 집이다.  조선 순조 6년(1806)에 효자로 명정되었으며, 민동량은 본관이 여흥, 자는 군삼(君三), 호는 송암(松巖)이다. 민동량은 7~8세 때부터 부모가 병이 나면 곁을 떠나지 않고 보살폈으며 좋은 약이라면 가리지 않고 구하여 썼다. 부모가 아프자 병을 낫게 하기 위하여 피를 내어 먹이려고 왼손 네 손가락을 잘랐으며, 대변을 살펴 병세를 짐작했다는 일화가 전한다. 부모가 세상을 뜨자 3년 동안 시묘를 하였다. 민동량 효자각은 전통예절과 효가 잊혀져가는 현대사회에 효 문화를 일깨워주며, 교육적 가치가 있는 유교문화유적으로서 가치가 있다.